# Индийско-киргизские отношения
Индийско-киргизские отношения — двусторонние отношения между Индией и Кыргызстаном.
Страны являются членами ШОС.

## История
Исторически Индия имела тесные контакты со Средней Азией, особенно со странами, которые были частью Великого шёлкового пути, в состав которого входила территория современного Кыргызстана. В советское время Индия и Киргизская ССР имели ограниченные политические, экономические и культурные связи.
Премьер-министр Раджив Ганди посетил Бишкек и озеро Иссык-Куль в 1985 году. 18 марта 1992 года между странами были установлены дипломатические отношения. Постоянное представительство Индии в Кыргызстане было создано в 1994 году.

## Отношения между странами

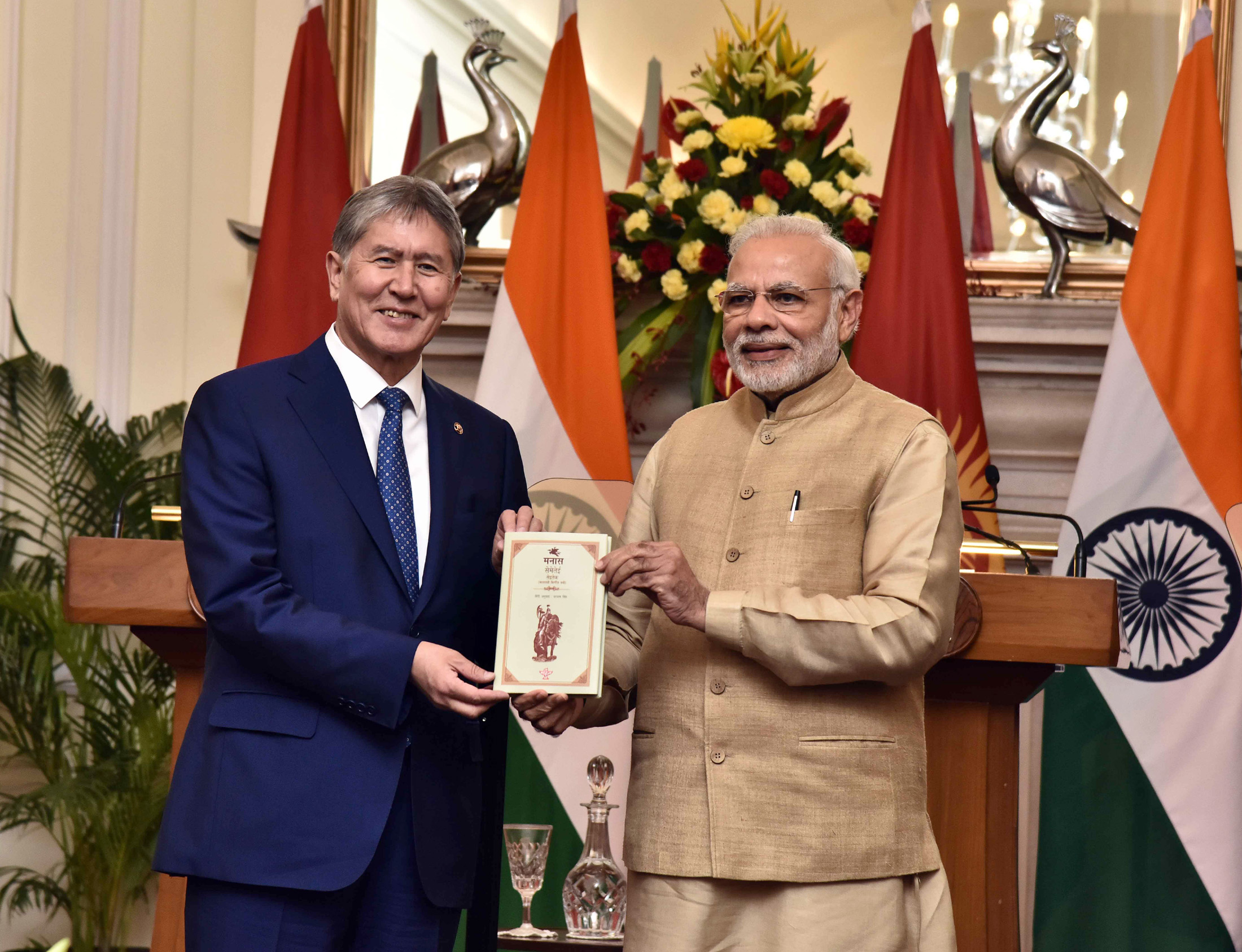
Президент Кыргызстана Алмазбек Атамбаев вручает копию книги «Манас-Семетей-Сейтек» премьер-министру Индии Нарендре Моди

### Политические отношения
Политические связи с Кыргызской Республикой традиционно были тёплыми и дружескими. Киргизское руководство в основном поддерживало позицию Индии по Кашмиру и приветствовало продолжающийся мирный процесс. Премьер-министр Нарендра Моди посетил Кыргызстан 11-12 июля 2015 года, во второй раз — 13-14 июня 2019 года, в ходе второго визита была подписана Совместная декларация об установлении отношения стратегического партнёрства.

### Внешняя торговля
Внешнеторговый оборот между Индией и Кыргызстаном в январе-ноябре 2020 года составил 35,5 миллиона долларов. Индия поставляет в Кыргызстан кофе, чай, химическую продукцию, продукцию фармацевтики, Кыргызстан в Индию в свою очередь поставляет оружие, боеприпасы, топливо, табак.

### Индийцы в Кыргызстане
Около 12 тысяч индийских студентов обучаются в различных медицинских институтах страны. Во многом это связано со стоимостью обучения — в Индии по состоянию на 2020 год эти цифры составляют 10-15 тысяч долларов в год, в Кыргызстане лишь 3-4 тысячи долларов.